# Nik Marinšek
Nik Marinšek, slovenski nogometaš, * 17. februar 1999, Celje.
Marinšek je profesionalni nogometaš, ki igra na položaju vezista. Od leta 2023 je član avstrijskega kluba Ried. Pred tem je igral za slovenska kluba Aluminij in Šmartno 1928. Za Aluminij je odigral 126 tekem in dosegel 24 golov, od tega 97 tekem in tri gole v prvi slovenski ligi.